# Кодоминирование

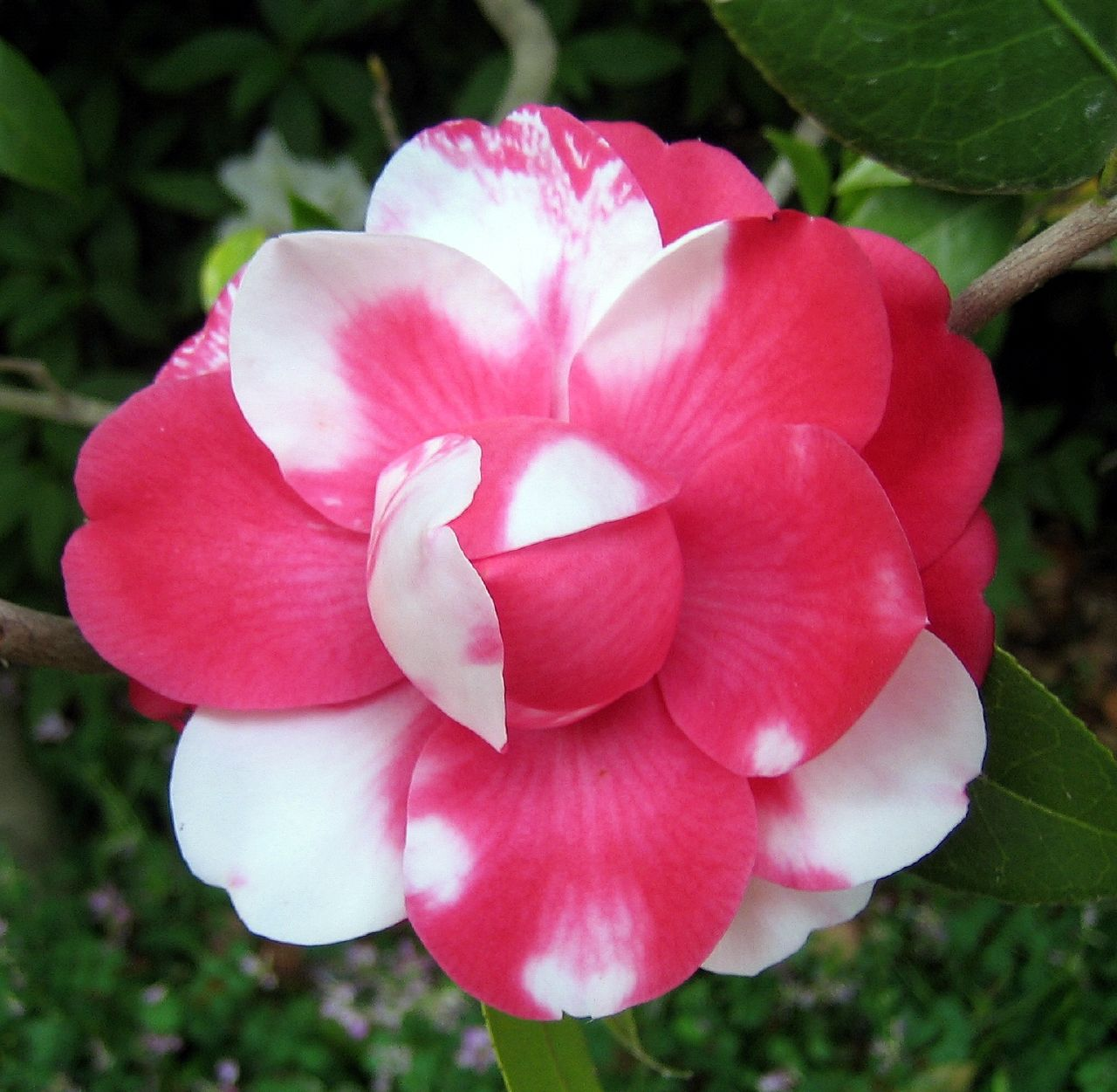
Фенотипическое проявление кодоминантного взаимодействия генов на примере цветка камелии японской. Красный и белые цвета не сливаются, а выражены оба одновременно

Кодомини́рование —  тип взаимодействия аллелей, при котором оба аллеля в полной мере проявляют своё действие. В результате, так как проявляются оба родительских признака, фенотипически гибрид получает не усреднённый вариант двух родительских признаков, а новый вариант, отличающийся от признаков обеих гомозигот. Так, у гомозигот АА развивается признак А, у гомозигот A1A1 — признак A1, а у гетерозигот AA1 развиваются оба признака.

## Механизмы

Пример неполного доминирования гена R кодирующего красную окраску, над геном r кодирующем белую окраску, в результате красная окраска разбавляется белой с получением розовой

Границы между кодоминированием и неполным доминированием фенотипически достаточно расплывчаты. Так, в некоторых источниках кодоминирование рассматривается как отсутствие доминантно-рецессивных отношений, то есть представляет собой промежуточное наследование. В то же время некоторые случаи неполного доминирования (например, у некоторых видов растений появляются розовые цветки у гибридов F1 от скрещивания красноцветковых и белоцветковых родительских растений) можно также рассматривать как промежуточное наследование. Причиной путаницы является то, что во всех трёх случаях гибриды первого поколения обладают промежуточным вариантом признака.
Кодоминирование и неполное доминирование, несмотря на фенотипическое сходство, имеют различные механизмы появления. Кодоминирование имеет место в тех случаях, когда два аллеля одного гена кодируют различающиеся белковые продукты. Кодоминирование заключается в полноценном проявлении двух аллелей, то есть у гетерозигот наблюдается полноценная экспрессия обоих аллелей и образование двух различных белковых продуктов. Неполное же доминирование происходит тогда, когда доминантный аллель не полностью подавляет рецессивный, то есть у гетерозигот доминантный аллель проявляется слабее, чем у гомозигот по этому аллелю. Указанные генотипы при неполном доминировании отличаются экспрессивностью, то есть степенью выраженности признака.

## Примеры
Широко известным примером кодоминирования является наследование групп крови системы AB0 у человека. Они детерминируются геном I, имеющим три аллели: IA, IB, i0. У гомозигот IAIA эритроциты имеют только поверхностный агглютиноген А (группа крови A (II)), а у гомозигот IBIB имеется лишь поверхностный агглютиноген B (группа крови B (III)). Гомозиготы i0i0 лишены поверхностных антигенов (группа крови 0 (I)). Гетерозиготы IAi0 и IBi0 имеют группы крови A (II) и B (III), поверхностные антигены A и B соответственно. А у гомозигот IAIB оба аллеля проявляются одновременно и определяют одновременное присутствие поверхностных антигенов A и B (группа крови AB (IV)).
Наследование группы крови MN у человека также может служить примером кодоминирования. Два аллеля одного гена кодируют два различающихся гликопротеина-антигена эритроцитов — M и N. У гетерозигот по этому гену на эритроцитах присутствуют антигены обоих типов.